# Uropterygius macularius
 Uropterygius macularius és una espècie de peix de la família dels murènids i de l'ordre dels anguil·liformes.

## Morfologia
Els mascles poden assolir els 30 cm de longitud total.

## Distribució geogràfica
Es troba des del sud de Florida, les Bahames i Yucatán (Mèxic) fins al nord del Brasil.